# Rinko Ueda
Rinko Ueda (jap. 上田 倫子 Ueda Rinko; ur. 30 sierpnia 1970 w prefekturze Nara, w Japonii) – japońska mangaka, specjalizująca się przede wszystkim w mangach shōjo. Jej pierwsze prace ukazywały się w magazynie Margaret. Jest najbardziej znana z serii Tsuki no Shippo i Ryō.

## Twórczość
- (1989) Kimi ni Botan no Namida (君にボタンの涙)
- (1989) Onaji Yume wo Kazoete (同じ夢をかぞえて)
- (1989) Prism ga Koibito (プリズムが恋人)
- (1990) Kiss wa Me ni Shite (キッスは瞳にして)
- (1993) Shin Gakuen Tengoku (新学園天国)
- (1996) Ryō (リョウ)
- (2000) Hōmu (ホーム)
- (2001) Panpu Appu! (パンプアップ！)
- (2002) Tsuki no Toiki no Ai no Kizu (月の吐息　愛の傷)
- (2002) Tsuki no Shippo (月のしっぽ) (znane również jako Tail of the Moon)
- (2008) Hadashi de bara wo fume (裸足でバラを踏め) (znane również jako Stepping on Roses)
- (2009) Chō Tokkyū Hiyokko (超特急☆雏)